# Dichagyris dumezi
Dichagyris dumezi är en fjärilsart som beskrevs av Lucas 1955. Dichagyris dumezi ingår i släktet Dichagyris och familjen nattflyn. Inga underarter finns listade i Catalogue of Life.